# バニティ・フェア (1913年創刊のアメリカ合衆国の雑誌)

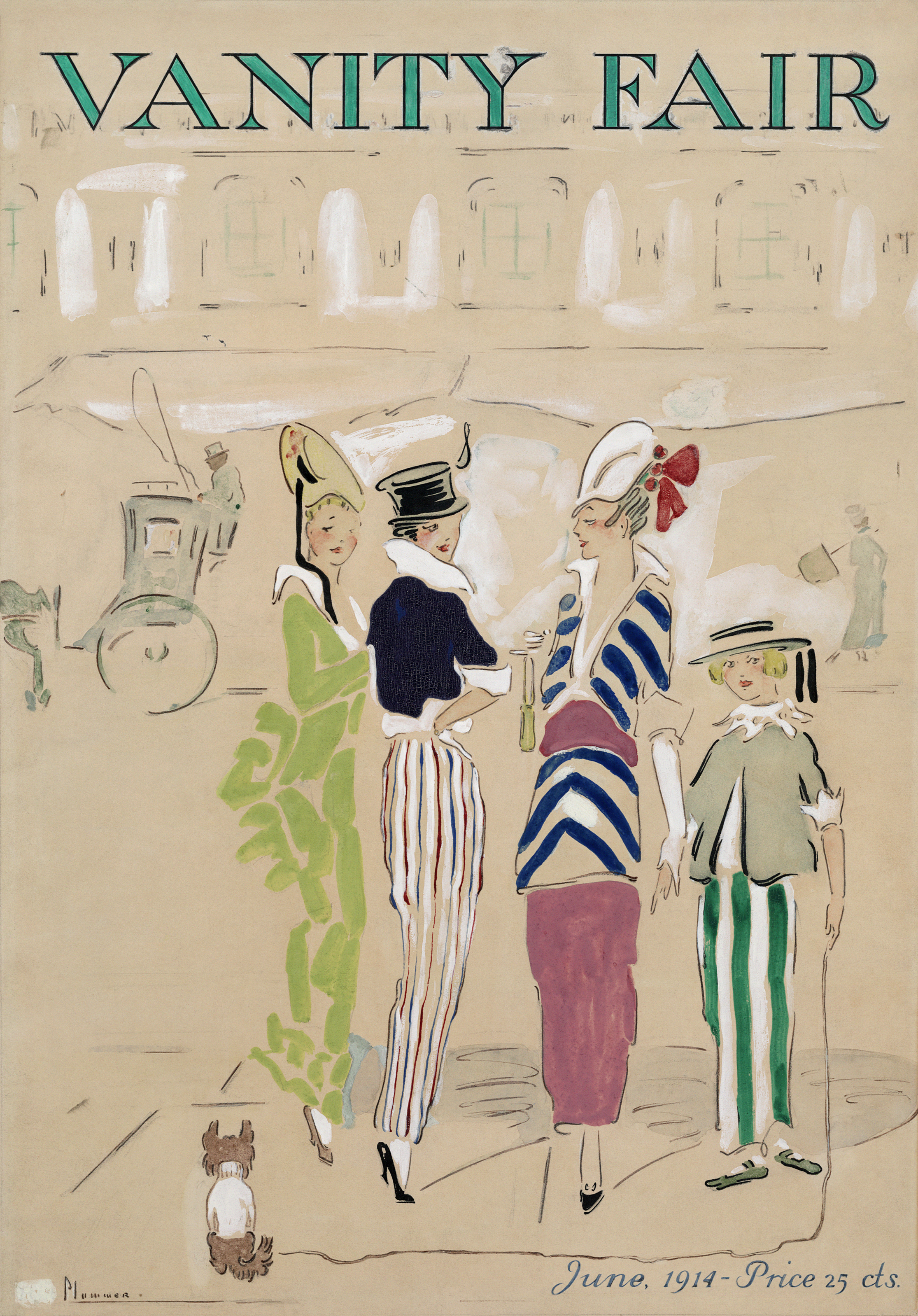
『バニティ・フェア』1914年6月号の表紙。（デジタル修復処理済み）

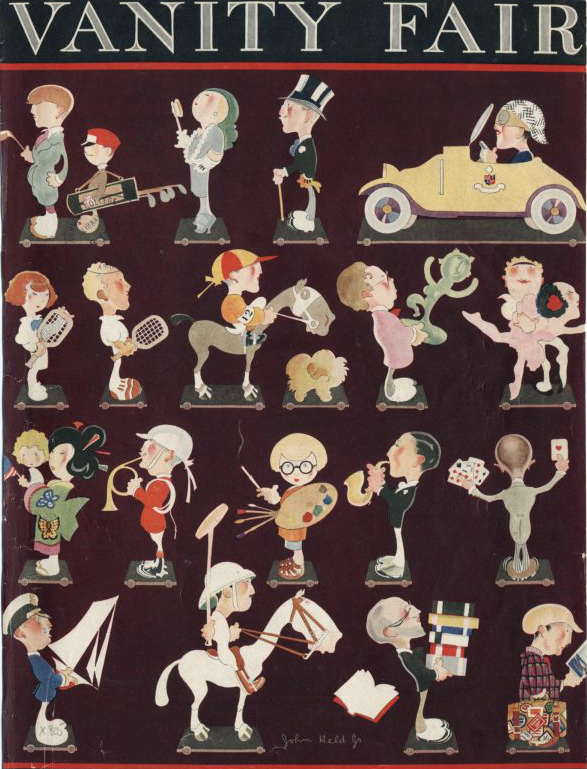
ジョン・ヘルド・ジュニア (John Held, Jr.) による『バニティ・フェア』1921年4月号の表紙。

『バニティ・フェア (Vanity Fair)』は、1913年から1936年にかけて刊行されていたアメリカ合衆国の社交雑誌。長く非常に成功した雑誌であったが、世界恐慌のあおりを受けて収益が上げられなくなり、1936年に『ヴォーグ』誌と統合された。

## 歴史
コンデ・ナストは、1913年に男性ファッション誌『ドレス (Dress)』を買収するところから、出版帝国の第一歩を踏み出した。ナストは雑誌を『ドレス・アンド・バニティ・フェア (Dress and Vanity Fair)』と改題し、1913年に4号を刊行した。コンテは、「バニティ・フェア」という名称を使用するために3千ドルを支払ったと言われているが、これはアメリカ合衆国に関することであり、いち早くイギリスで刊行されていた『バニティ・フェア』など、その他の関係者が名称使用の権利を与えたかどうかは分かっていない。
短期間の休刊を経て、ナストの雑誌は1914年に『バニティ・フェア』として再出発した。フランク・クラウニンフィールド (Frank Crowninshield) を編集長に迎え、この雑誌は大きな人気を呼んだ。1919年にはロバート・ベンチリー (Robert Benchley) が編集主幹に選ばれた。このとき既にドロシー・パーカーが『ヴォーグ』誌から移ってきており、スタッフとして劇評を書いていた。ベンチリーは、第一次世界大戦から復員したばかりだった、後に劇作家となるロバート・E・シャーウッド (Robert E. Sherwood) を雇い入れた。この3人は、西44丁目のコンデ・ナストの事務所と同じブロックにあったアルゴンキン・ホテル (Algonquin Hotel) に集う、アルゴンキン・ラウンド・テーブル (Algonquin Round Table) の創設メンバーとなった。
クラウニンフィールドは、当時の最も優れた書き手たちを雑誌に引き寄せた。オルダス・ハクスリー、T・S・エリオット、モルナール・フェレンツ、ガートルード・スタイン、ジューナ・バーンズは、いずれも1923年7月号に寄稿している。
1925年以降、『バニティ・フェア』は、『ザ・ニューヨーカー』との間で、アメリカ合衆国の支配層にとって最高の文化的的刊行物としての地位をめぐって競い合うことになった。『バニティ・フェア』は、トーマス・ウルフ、T・S・エリオット、P・G・ウッドハウスの文章や、ドロシー・パーカーの劇評、エドワード・スタイケンの写真などを掲載しており、クレア・ブース・ルース (Clare Boothe Luce) も一時期は編集者であった。
1915年の時点で、『バニティ・フェア』は、アメリカ合衆国の雑誌の中で最も多くの頁に広告を掲載していた。1920年代にも繁栄は続いた。しかし、世界恐慌のあおりを受けた広告収入の減少によって、史上最高の9万部の発行部数に達していたにもかかわらず、雑誌は休刊に追い込まれた。1935年12月に、コンデ・ナストは1936年3月号をもって『バニティ・フェア』を休刊し、『ヴォーグ』（当時156,000部）へ統合することを発表した。

### バニティ・フェア不敬事件
1935年8月号39ページに日本の皇室に対する不敬なマンガ、表題が掲載された。日本国内では内務省検閲課が発売禁止を命令、外務省は在アメリカ合衆国日本大使に対し抗議を行うよう指示した。これを受けてアメリカの斎藤博大使がアメリカ政府に抗議、アメリカ合衆国国務長官コーデル・ハルと会談した。会談の中でハルは遺憾の意を表明する一方、アメリカ合衆国大統領は毎日のようにマンガでヤジられていることを引き合いに出して、不敬問題には干渉できないことを説明した。また、バニティ・フェアの主筆は日本側からの問い合わせに対して謝罪したが、マンガの作者であるウィリアム・グロッパーは日本の帝国主義に攻撃を続けると明言した。

## 1983年の再刊
1983年、コンデナスト・パブリケーションズは、『バニティ・フェア』をポップ・カルチャー、ファッション、政治の話題を取り上げる雑誌として復活させた。